# 马尔科·西蒙切利
馬爾科·西蒙切利 （義大利語：Marco Simoncelli，1987年1月20日—2011年10月23日）是義大利職業摩托車賽車手。他在2002年到2011年期間參加了世界電單車錦標賽，他首先參加的的是125cc級別賽事，然後在2006年起參加250cc級別賽事。2年後，馬爾科贏得了2008年世界電單車錦標賽250cc級別冠軍。他於2010年參加MotoGP級別賽事，並且效力於吉斯尼車隊。馬爾科於2011年馬來西亞站事故中喪生。

## 職業生涯

### 早期生涯
馬爾科·西蒙切利出生於卡托利卡，從小就和家人一起住在科里亞諾。馬爾科7歲時開始在家鄉科里亞諾參加小型摩托車比賽, 在1996年9歲時參加了意大利 Minimoto錦標賽。他於1999年和2000年贏得了意大利Minimoto錦標賽冠軍，同時還獲得了2000年歐洲Minimoto錦標賽的亞軍。隔年，他晉級意大利125cc錦標賽，並在新秀賽季奪得冠軍。2002年，他參加了歐洲125cc錦標賽並獲得冠軍。

### 125cc級別
在2002年8月成功參加歐洲125cc賽事後，西蒙切利代表Matteoni Racing參加大獎賽，取代晉升250cc級距的捷克車手雅羅斯拉夫·胡萊什騎著Aprilia出戰捷克站，車手背號為37號,並以第27名衝線，他於下一場葡萄牙站第13名衝線，獲得生涯積分第一分  然而，他在接下來的四場比賽中都沒有得分，六場比賽中以三分結束本賽季
2003年賽季他繼續為Matteoni車隊效力，這個賽季他換標誌性的58號。 本賽季中的六場比賽中獲得了積分，最好的成績是在本賽季最後一場比賽瓦倫西亞獲得第四名。. 總的來說，他得到了31分，在積分榜上排名位於21名
2004年賽季,西蒙切利轉隊至Rauch Bravo,該車隊也同樣用Aprilia摩托車. 第二場西班牙赫雷茲站，西蒙切利在獲得他生涯第一個桿位. 在雨天濕滑比賽中，凱西·斯通納保持領先狀態，直至最後三圈西蒙切利排在第二，前方的斯通納因事故而退出比賽，西蒙切利獲得他生涯首冠達成pole to win  然而,這是他本賽唯一次上頒獎台.之後他其中七場有獲得積分,最佳排名是第六名.最終,他獲得79分,總排名位於第11名
西蒙切利繼續參加2005年賽季，這次是在Nocable.it Race的車隊下. 在首場西班牙赫雷茲站,他在排位賽獲得桿位,在週日正賽獲得了分站冠軍，在赫雷斯賽道連續第二次獲得分站冠軍. 儘管之後沒有再贏得一場分站冠軍，但西蒙切利在其他五次登上領獎台。他的穩定性為他贏得了177分，並在最終積分榜上排名第五.

### 250cc級別

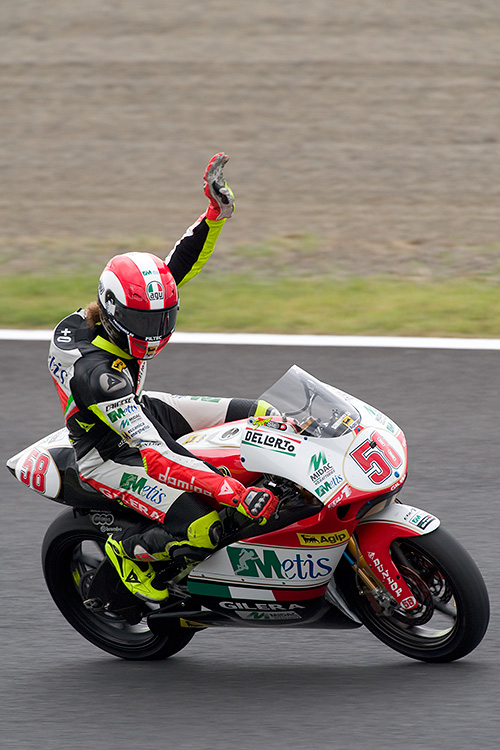
2008年日本大獎賽的西蒙切利

2006年賽季,西蒙切利晉級250cc級別,成為去年125cc級別前八名中唯一晉級的車手. 他加入了 Metis Gilera 團隊, 這是一家意大利摩托車製造商，在消聲匿跡後重返中量級別。. 在他的第一個賽季,他結束了大部分比賽,他在第7名和第10名之間完成了比賽.他的最好成績是在上海舉行的中國摩托大獎賽中獲得第六名。他為了“年度最佳新秀”的頭銜而戰到了最後，最終以7分的優勢輸給了青山周平，總排名第10.
2007年賽季,他繼續為隊伍效力.他的賽季與2006年賽季相似,他在最終積分榜上再次排名第10,沒有登上領獎台. 
2008年6月1日，在穆傑洛舉行的意大利大獎賽上,他獲得了250cc首個分站冠軍，當時在爭議的情況下，還剩一圈時，他在長直道上向左傾斜，可能是為了擋住海克特·巴貝拉。巴貝拉隨後撞上他，西蒙切利以3秒的優勢贏得了比賽。所幸巴貝拉並無大礙。一些人呼籲對西蒙切利提出懲罰，但西蒙切利逃脫了懲罰：6月7日，他收到了MotoGP車手安全委員會的口頭警告。

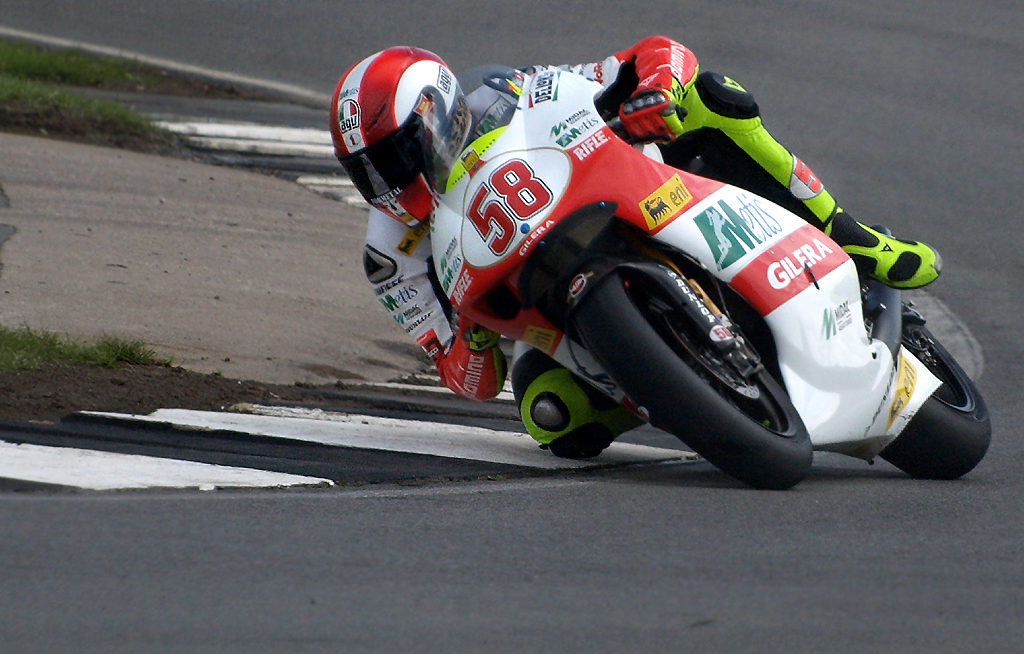
2009年英國大獎賽的西蒙切利

2008年6月8日，在義大利站後的加泰羅尼亞大獎賽的最後一圈超越了阿爾瓦羅·包蒂斯塔，因為包蒂斯塔在比賽還剩5個彎角時跑偏了,將分站冠軍拱手讓給了西蒙切利。
2008年7月13日 西蒙切利在德國大獎賽的薩克森林賽道上以大約 2.5 秒的優勢擊敗了包蒂斯塔和巴貝拉，獲得了他的第三次 250cc GP勝利。
2008年10月3日至5日所舉行的2008年澳大利亞摩托車大獎賽中以微弱優勢擊敗250cc同梯包蒂斯塔，獲得了分站冠軍。
2008年10月19日 在雪邦舉行的馬來西亞大獎賽中獲得第三名，成功獲得了2008年250cc世界冠軍。

### 世界超級摩托車錦標賽
2009年賽季，他在伊莫拉舉行的世界超級摩托車賽中為艾普瑞利亞出場過一次。他獲得了第二排的資格，並且是在 Tosa 的第一場比賽中以第五名的成績退出比賽的三名車手之一，然後在比賽中獲得第三名 二、大力超越隊友馬克思·比亞吉登上領獎台。
2009年6月 25 日，確認西蒙切利在同意與San Carlo Gresini Honda 車隊一起出賽後，於是2010年晉升MotoGP頂級賽事。

### MotoGP級別

#### 2010

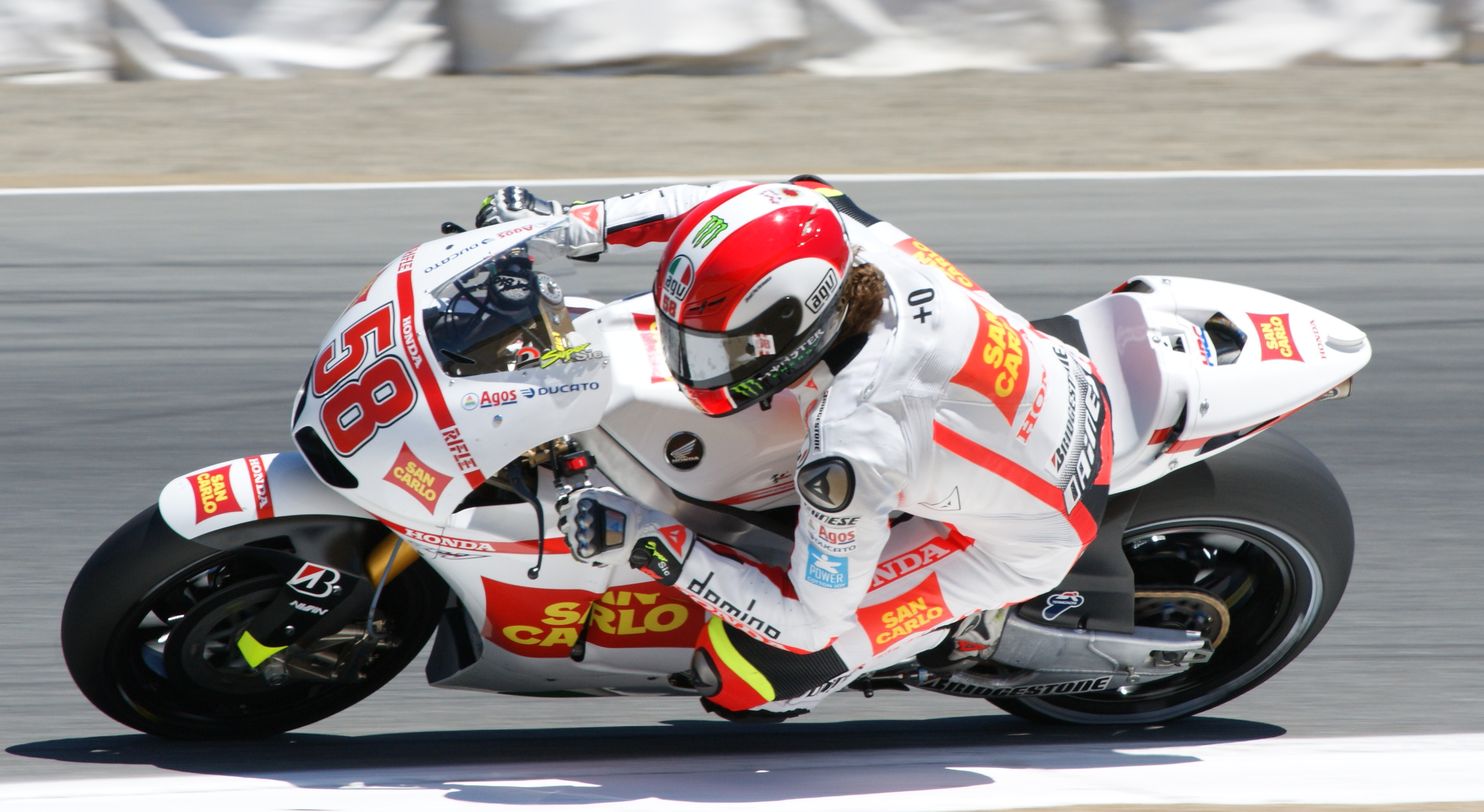
2010年美國大獎賽的西蒙切利

西蒙切利在2010賽季開局前並不順利，在雪邦遭遇了兩次季前賽測試事故.
在開季首秀獲得第 11 名後，西蒙切利在接下來的比賽中有所進步，18場比賽中除了兩場退賽外，其餘16場比賽都有獲得積分，最終以總積分125分年度排名第八。他最好的成績是在葡萄牙站獲得第四名，以0.06秒的優勢落後於Andrea Dovizioso.

#### 2011

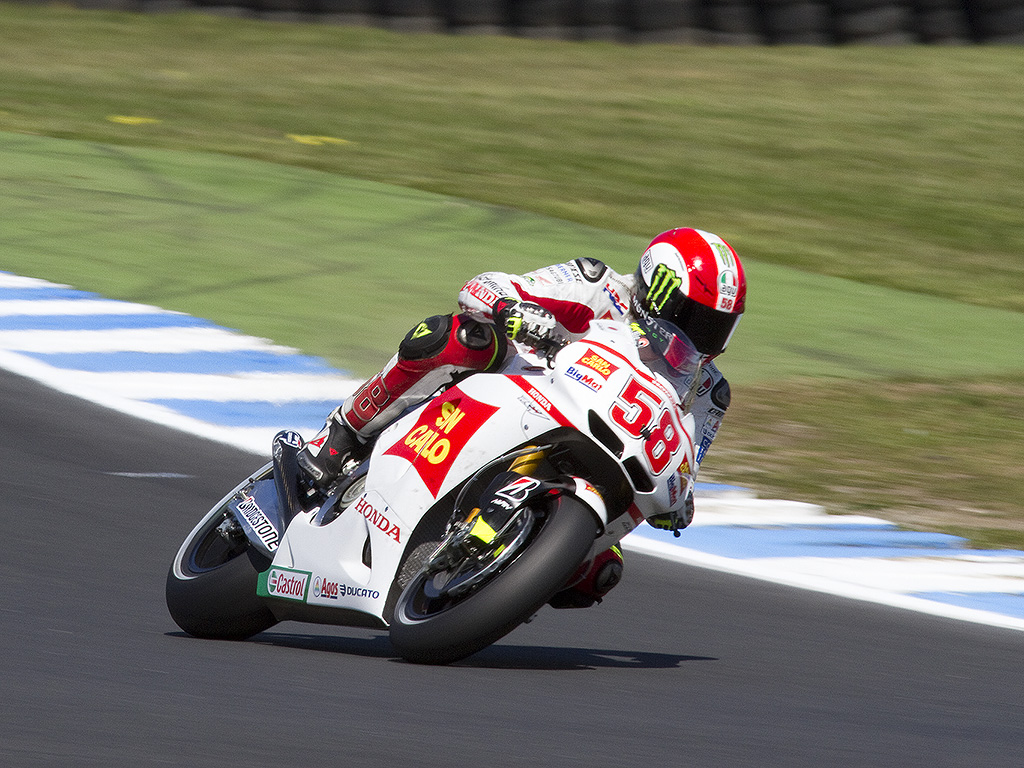
2011年澳洲大獎賽的西蒙切利

在 2011 賽季，西蒙切利作為本田衛星車隊Gresini車隊的一員，騎著廠車RC212V，與青山博一搭檔參加該賽季賽事。人們預估西蒙切利為今年賽季的奪冠人選。他在卡達站開幕戰獲得第五名，在西班牙站正賽，西蒙切利起步從第五名取得領先，然而在第11圈第一彎摔車，錯失了生涯首冠。.丹尼·佩卓沙在葡萄牙站排位賽獲得第二名，與豪爾赫·洛倫佐頭排起跑，但在正賽起跑後第四彎時因High-side摔車而退賽。在法國站期間，西蒙切利在爭奪第二名時與丹尼·佩卓沙相撞。事故導致佩卓沙摔斷右邊肩膀鎖骨退賽，西蒙切利被罰得來速(ride-through penalty)，最終獲得第五名。西蒙切利起初否認為車禍負責，聲稱他剎車的時間點很早然而，在下一場比賽之前，他承認會反思自己的騎車風格。
西蒙切利加泰羅尼亞站前被比賽賽事召見。在排位賽上，西蒙切利獲得了他的MotoGP生涯首個杆位，領先凱西·斯通納0.016秒。然而，一個糟糕的起步讓他跌掉第七名，最終以第六名衝線。西蒙切利在Moto gp首次登上領獎台，是在捷克站獲得第三名。他最好的成績是澳大利亞大獎賽獲得第二名。

## 逝世
2011年10月23日，西蒙切利在馬來西亞站正賽，在第二圈西蒙切利的摩托車在過11號彎時失去了牽引力，它開始滑向礫石路，但輪胎又恢復了牽引力，他的摩托車突然轉向穿過賽道，與科林·愛德華茲和瓦倫蒂諾·羅西相撞。
西蒙切利下半身被愛德華茲撞到，他的頭部被羅西撞到，他們沒有辦法及時閃避因此撞上了西蒙切利。西蒙切利安全帽因撞擊而脫落，愛德華茲從摩托車上摔了下來。賽事執行隨即揮出紅旗，比賽立即中止。愛德華茲肩膀脫臼。西蒙切利受了重傷，被救護車緊急送往醫療中心。當地時間16:56，事故發生後不到一個小時，他因傷勢過重死亡。隨後，在一場涉及MotoGP賽事協會的新聞發布會上，醫療總監Michele Macchiagodena表示，西蒙切利“頭部、頸部和胸部受到非常嚴重的創傷”，並進行了心肺復蘇術45分鐘.
他的遺體在父親保羅、未婚妻Kate Fretti和瓦倫蒂諾羅西的陪同下空運回意大利。意大利奧委會主席喬瓦尼·佩魯奇（Giovanni Petrucci）向家人致意，隨後屍體被運送到里米尼的一家劇院，並被放置在一個敞開的棺材中。車迷和遊客隨後被允許在一個步行紀念館中表達他們的敬意，其中包括他的 250cc 世界錦標賽冠軍 Gilera，以及他的 2011 MotoGP Honda。估計有 20,000 人參加了他的葬禮。

### 紀念
11月3日，為了紀念西蒙切利，米薩諾賽道更名為米薩諾-西蒙切利賽道。賽季的最後一場瓦倫西亞站上，為了紀念西蒙切利，在正賽前舉行了紀念儀式，來自所有三個大獎賽級別的車手與1993年500cc世界冠軍Kevin Schwantz一起參加，他們騎著Simoncelli的摩托車，繞賽道一圈，以紀念這名車手。
在一級方程式中，簡森·巴頓在印度大獎賽上前為紀念西蒙切利和上週末不幸在[拉斯維加斯賽車場去世印第500車手丹·威爾頓，默哀一分鐘。在2012年馬來西亞大獎賽，法拉利車隊車手費利佩·馬薩和費爾南多·阿隆索以及其他成員重返事故第11號彎，向西蒙切利致敬，並與橫幅合影留念。
事故發生當天，意大利所有義甲足球比賽按照義大利國家奧林匹克委員會主席吉安尼·佩特魯奇的指示，為西蒙切利默哀一分鐘。
2012年1月20日，西蒙切利誕辰，在他的家鄉科里亞諾舉行的儀式上宣布，該鎮的運動中心將更名為“Palazsetto dello Sport Marco Simoncelli”，並且該鎮的公車線路之一將重新編號為58以紀念他。
2013年，他的父親Paolo Simoncelli宣布成立 Sic58 Squadra Corse 以紀念馬爾科。該團隊的創建是為了幫助年輕的意大利車手在大獎賽的低水平比賽中發展。 車隊最初參加意大利 Moto3 系列比賽，然後在 2015 晉級 FIM CEV Moto3 青年世界錦標賽 and later into the FIM Moto3 World Championship in 2017.
2013年9月12日星期四，在科里亞諾，為 Marco Simoncelli 舉行了一場用火焰和一座名為“每個星期天”的馬爾科·西蒙切利紀念碑的致敬儀式，每個星期天黃昏時，火焰將燃燒 58 秒
2013年10月23日 AC米蘭 在他們的 Google+ 個人資料上發布了一張他們在更衣室裡的球衣照片，背面印有西蒙切利的名字，以此向西蒙切利致敬。
2013年11 月30日，在紀念西蒙切利的Sic Supermoto日，前500cc車手多里亞諾·隆博尼在與詹盧卡·維茲洛的碰撞中喪生。當日活動隨即取消。
2014年2月3日，宣布西蒙切利將入選Moto gp名人堂並成為第21位MotoGP傳奇人物。儀式在穆杰羅的意大利回合舉行。 
2016年9月8日，賽會宣布西蒙切利的58號車手號碼為所有級別(Motogp,Motor2,Motor3)的退役號碼。 這是繼凱文‧施瓦茲的34號之後第三個從所有級別的退役號碼（Andrea Dovizioso 使用施瓦茲的號碼，直到他升級到 MotoGP.最後一位使用34號是鐵托·拉巴特在2011年的 Moto2 首秀賽季中使用）和加藤大治郎的74號(加藤的號碼仍然可用於125cc/Moto3級別，儘管自2013賽季沒人再用這個號）。Dorna的CEO Carmelo Ezpeleta在米薩諾GP2016比賽週末前主持了一場紀念儀式，他說：“今天我們對馬可的父親保羅說，從現在開始，這個號碼屬於西蒙切利家族。除非他們決定某人，否則沒人會使用它 可以用這個號碼。

## 生涯成績

### 賽季成績

#### 年度成績
| 級別  | 賽季   | 摩托車         | 車隊                    | 車號  | 比賽 | 勝場 | 頒獎台 | 桿位 | 最快單圈 | 積分 | 年度排名 | 世界冠軍 |
| ----- | ------ | -------------- | ----------------------- | ----- | ---- | ---- | ------ | ---- | -------- | ---- | -------- | -------- |
| 2002  | 125cc  | Aprilia RS 125 | Matteoni Racing Team    | 37    | 6    | 0    | 0      | 0    | 0        | 3    | 33rd     | –        |
| 2003  | 125cc  | Aprilia RS 125 | Matteoni Racing Team    | 58    | 15   | 0    | 0      | 0    | 0        | 31   | 21st     | –        |
| 2004  | 125cc  | Aprilia RS 125 | Rauch Bravo             | 58    | 13   | 1    | 1      | 2    | 0        | 79   | 11th     | –        |
| 2005  | 125cc  | Aprilia RS 125 | Nocable.it Race         | 58    | 16   | 1    | 6      | 1    | 1        | 177  | 5th      | –        |
| 2006  | 250cc  | Gilera RSA 250 | Metis Gilera            | 58    | 16   | 0    | 0      | 0    | 0        | 92   | 10th     | –        |
| 2007  | 250cc  | Gilera RSA 250 | Metis Gilera            | 58    | 17   | 0    | 0      | 0    | 0        | 97   | 10th     | –        |
| 2008  | 250cc  | Gilera RSA 250 | Metis Gilera            | 58    | 16   | 6    | 12     | 7    | 4        | 281  | 1st      | 1        |
| 2009  | 250cc  | Gilera RSA 250 | Metis Gilera            | 58    | 15   | 6    | 10     | 3    | 4        | 231  | 3rd      | –        |
| 2010  | MotoGP | Honda RC212V   | San Carlo Honda Gresini | 58    | 18   | 0    | 0      | 0    | 0        | 125  | 8th      | –        |
| 2011  | MotoGP | Honda RC212V   | San Carlo Honda Gresini | 58    | 16   | 0    | 2      | 2    | 0        | 139  | 6th      | –        |
| Total | Total  | Total          | Total                   | Total | 148  | 14   | 31     | 15   | 9        | 1255 |          | 1        |

#### 年度積分
(key) (粗體 表示桿位,斜體表示最快圈速)
| Year | Class  | Bike    | 1          | 2          | 3          | 4          | 5          | 6          | 7          | 8        | 9        | 10       | 11         | 12           | 13         | 14           | 15         | 16           | 17          | 18         | 名次 | 積分 |
| ---- | ------ | ------- | ---------- | ---------- | ---------- | ---------- | ---------- | ---------- | ---------- | -------- | -------- | -------- | ---------- | ------------ | ---------- | ------------ | ---------- | ------------ | ----------- | ---------- | ---- | ---- |
| 2002 | 125cc  | Aprilia | 日本       | 南非       | 西班牙     | 法國       | 義大利     | 加泰隆     | 荷蘭       | 英國     | 德國     | 捷克 27  | 葡萄牙 13  | 巴西 21      | 太平洋     | 馬來西亞 Ret | 澳洲 Ret   | 瓦倫西亞 Ret |             |            | 33rd | 3    |
| 2003 | 125cc  | Aprilia | 日本 21    | 南非 20    | 西班牙 14  | 法國 Ret   | 義大利 17  | 加泰隆 16  | 荷蘭 20    | 英國 16  | 德國 12  | 捷克 14  | 葡萄牙 Ret | 巴西 11      | 太平洋 Ret | 馬來西亞 11  | 澳洲 Ret   | 瓦倫西亞 4   |             |            | 21st | 31   |
| 2004 | 125cc  | Aprilia | 南非 Ret   | 西班牙 1   | 法國 Ret   | 義大利 Ret | 加泰隆 7   | 荷蘭 7     | 巴西 6     | 德國 10  | 英國 Ret | 捷克 19  | 葡萄牙 6   | 日本 6       | 卡達 6     | 馬來西亞 Ret | 澳洲 Ret   | 瓦倫西亞     |             |            | 11th | 79   |
| 2005 | 125cc  | Aprilia | 西班牙 1   | 葡萄牙 10  | 中國 6     | 法國 5     | 義大利 Ret | 加泰隆 2   | 荷蘭 4     | 英國 4   | 德國 3   | 捷克 3   | 日本 Ret   | 馬來西亞 9   | 卡達 3     | 澳洲 3       | 土耳其 6   | 瓦倫西亞 5   |             |            | 5th  | 177  |
| 2006 | 250cc  | Gilera  | 西班牙 Ret | 卡達 8     | 土耳其 11  | 中國 6     | 法國 8     | 義大利 7   | 加泰隆 Ret | 荷蘭 7   | 英國 10  | 德國 Ret | 捷克 9     | 馬來西亞 8   | 澳洲 10    | 日本 9       | 葡萄牙 7   | 瓦倫西亞 Ret |             |            | 10th | 92   |
| 2007 | 250cc  | Gilera  | 卡達 9     | 西班牙 Ret | 土耳其 9   | 中國 Ret   | 法國 6     | 義大利 9   | 加泰隆 9   | 英國 Ret | 荷蘭 6   | 德國 7   | 捷克 Ret   | 聖馬利諾 Ret | 葡萄牙 7   | 日本 7       | 澳洲 7     | 馬來西亞 8   | 瓦倫西亞 11 |            | 10th | 97   |
| 2008 | 250cc  | Gilera  | 卡達 Ret   | 西班牙 Ret | 葡萄牙 2   | 中國 4     | 法國 2     | 義大利 1   | 加泰隆 1   | 英國 2   | 荷蘭 3   | 德國 1   | 捷克 3     | 聖馬利諾 6   | 印第安納 C | 日本 1       | 澳洲 1     | 馬來西亞 3   | 瓦倫西亞 1  |            | 1st  | 281  |
| 2009 | 250cc  | Gilera  | 卡達       | 日本 17    | 西班牙 3   | 法國 1     | 義大利 2   | 加泰隆 Ret | 荷蘭 3     | 德國 1   | 英國 4   | 捷克 1   | 印第安納 1 | 聖馬利諾 Ret | 葡萄牙 1   | 澳洲 1       | 馬來西亞 3 | 瓦倫西亞 Ret |             |            | 3rd  | 231  |
| 2010 | MotoGP | Honda   | 卡達 11    | 西班牙 11  | 法國 10    | 義大利 9   | 英國 7     | 荷蘭 9     | 加泰隆 Ret | 德國 6   | 美國 Ret | 捷克 11  | 印第安納 7 | 聖馬利諾 14  | 亞拉岡 7   | 日本 6       | 馬來西亞 8 | 澳洲 6       | 葡萄牙 4    | 瓦倫西亞 6 | 8th  | 125  |
| 2011 | MotoGP | Honda   | 卡達 5     | 西班牙 Ret | 葡萄牙 Ret | 法國 5     | 加泰隆 6   | 英國 Ret   | 荷蘭 9     | 義大利 5 | 德國 6   | 美國 Ret | 捷克 3     | 印第安納 12  | 聖馬利諾 4 | 亞拉岡 4     | 日本 4     | 澳洲 2       | 馬來西亞 C  | 瓦倫西亞   | 6th  | 139  |

### 世界超級摩托車錦標賽

#### 年度積分
(key) (粗體 表示桿位,斜體表示最快圈速)
| Year | Bike    | 1     | 1     | 2     | 2     | 3      | 3      | 4     | 4     | 5      | 5      | 6     | 6     | 7     | 7     | 8        | 8        | 9     | 9     | 10    | 10    | 11    | 11    | 12         | 12       | 13    | 13    | 14     | 14     | 名次 | 積分 |
| Year | Bike    | 比賽1 | 比賽2 | 比賽1 | 比賽2 | 比賽1  | 比賽2  | 比賽1 | 比賽2 | 比賽1  | 比賽2  | 比賽1 | 比賽2 | 比賽1 | 比賽2 | 比賽1    | 比賽2    | 比賽1 | 比賽2 | 比賽1 | 比賽2 | 比賽1 | 比賽2 | 比賽1      | 比賽2    | 比賽1 | 比賽2 | 比賽1  | 比賽2  | 名次 | 積分 |
| ---- | ------- | ----- | ----- | ----- | ----- | ------ | ------ | ----- | ----- | ------ | ------ | ----- | ----- | ----- | ----- | -------- | -------- | ----- | ----- | ----- | ----- | ----- | ----- | ---------- | -------- | ----- | ----- | ------ | ------ | ---- | ---- |
| 2009 | Aprilia | 澳洲  | 澳洲  | 卡達  | 卡達  | 西班牙 | 西班牙 | 荷蘭  | 荷蘭  | 義大利 | 義大利 | 南非  | 南非  | 美國  | 美國  | 聖馬利諾 | 聖馬利諾 | 英國  | 英國  | 捷克  | 捷克  | 德國  | 德國  | 伊莫拉 Ret | 伊莫拉 3 | 法國  | 法國  | 葡萄牙 | 葡萄牙 | 25th | 16   |